# アウトバーン 42
アウトバーン 42（ドイツ語: Bundesautobahn 42, BAB 42 または A 42）、通称エムシャー高速道（Emscherschnellweg）はドイツの高速道路、アウトバーンの一路線である。
西のメールスから東のドルトムントまでルール地方を横断し、58 kmの路線を持つ都市道路である。